# Danese Cooper
Danese Cooper est une développeuse américaine, informaticienne et défenseuse des logiciels open-source.

## Carrière
Cooper a dirigé des équipes chez Symantec et Apple Inc. pendant six ans, elle a été défenseuse active de l'open-source chez Sun Microsystems, avant de quitter cette entreprise pour devenir directrice principale des stratégies open-source chez Intel,,. En 2009, elle a travaillé en tant que "Diva de l'open-source" chez REvolution Computing (aujourd'hui Revolution Analytics). Elle est membre du conseil d'administration de l'Open Source Hardware Association. Elle a été membre du conseil d'administration de la Drupal Association et de l'Open Source Initiative. En octobre 2018, Danese a rejoint l'entreprise technologique irlandaise NearForm en tant que vice-présidente des initiatives spéciales.

### Open Source
Le travail important de Cooper dans le domaine des logiciels libres lui a valu le surnom de " Diva de l'Open Source ". Elle a été recrutée, alors qu'elle se trouvait dans un bar à sushis à Cupertino, pour un poste chez Sun visant à publier le code source Java. Dans les six mois qui ont suivi, elle a démissionné, frustrée par les affirmations de Sun sur le développement open source de Java, pour constater que peu d'opérations d'open source avaient lieu. Sun a cherché à garder Cooper, comprenant son besoin de faire progresser les logiciels open source, et l'a réembauchée en tant que responsable de l'open source de l'entreprise. Les six années qu'elle a passées chez Sun Microsystems sont considérées comme la clé qui a permis à l'entreprise d'ouvrir son code source et de soutenir la suite logicielle OpenOffice.org de Sun, Oracle Grid Engine, entre autres. En 2009, elle a rejoint REvolution Computing, un "fournisseur de solutions d'analyse prédictive open source", pour travailler à la sensibilisation de la communauté des développeurs peu familiarisés avec le langage de programmation R et les stratégies générales d'open source. Elle a également fait des interventions publiques sur l'open source, s'exprimant au Malaysian National Computer Confederation Open Source Compatibility Centre, à OSCON, à gov2.0 Expo et à la Southern California Linux Expo. En 2005, Cooper a contribué à la rédaction de Open Sources 2.0 : The Continuing Evolution.

### Fondation Wikimedia
En février 2010, Cooper a été nommée Directrice de la Technologie (Chief Technical Officer) de la Fondation Wikimedia, dirigeant une équipe technique, développant et exécutant la stratégie technique de la Fondation, en même temps qu'elle travaillerait sur la sensibilisation avec les volontaires de Wikimedia afin d'étendre le développement et la localisation des logiciels. Cooper attribue à la communauté open source le mérite de l'avoir aidée à obtenir le poste chez Wikimedia. Elle a quitté l'organisation en juillet 2011.

### InnerSource
Danese Cooper est la fondatrice et présidente de la fondation InnerSource Commons. En 2018, elle a co-écrit Adopting InnerSource avec Klaas-Jan Stol qui a été republié par O'Reilly.

### DaneseWorks
En juin 2011, Cooper a lancé un cabinet de conseil, " DaneseWorks " dont le premier client a été inBloom. Actuellement, elle aide également Numenta dans sa stratégie d' OpenSource et d'apprentissage automatique.

## Vie personnelle
Danese Cooper a obtenu son diplôme d'études secondaires à la Chadwick School et son B.A. à l'Université de Californie. Après l'obtention de son diplôme, elle a passé du temps au Maroc en tant que volontaire du Corps de la Paix. Cooper, durant son séjour dans le Corps de la Paix, a exprimé son envie de voyager et de travailler dans le monde en développement pour explorer la politique, l'éducation et la façon dont les logiciels libres peuvent "donner à certains enfants une autre alternative". Elle est mariée à un développeur de logiciels et aime tricoter, ce qu'elle fait souvent pendant les réunions.